# Carinoclytus affinis
Carinoclytus affinis là một loài bọ cánh cứng trong họ Cerambycidae.